# Janez Slak
Janez Slak, slovenski fizik in politik, 16. september 1946.
Na Fakulteti za naravoslovje in tehnologijo v Ljubljani je diplomiral, magistriral in leta 1980 doktoriral.
Pred nastopom funkcije državnega sekretarja je bil zaposlen na Institutu "Jožef Stefan" v Odseku za fiziko trdne snovi.
Med 25. februarjem 1999 in 15. junijem 2000 je bil državni sekretar Republike Slovenije na Ministrstvu za znanost in tehnologijo Republike Slovenije.
Od 1. marca 2004 do konca leta 2014 je bil zaposlen na Javni agencija za raziskovalno dejavnost Republike Slovenije. Od 1. marca 2004 do 30. septembra 2004 je bil vršilec dolžnosti direktorja na agenciji, nato pa do 30. oktobra 2014 namestnik direktorja Francija Demšarja.